# 1850
1850 (MDCCCL) je bilo navadno leto, ki se je po gregorijanskem koledarju začelo na torek, po 11 dni počasnejšem julijanskem koledarju pa na nedeljo.

## Dogodki
- 9. september - Kalifornija se pridruži ZDA.

## Rojstva
- 6. januar - Eduard Bernstein, nemški socialdemokratski politik in teoretik († 1932)
- 24. januar - Hermann Ebbinghaus, nemški psiholog († 1909)
- 4. marec - Luigi Giuseppe Lasagna, italijanski rimskokatoliški salezijanski misijonar  († 1895)
- 6. marec - Adolf Martens, nemški znanstvenik, metalurg († 1914)
- 18. maj - Oliver Heaviside, angleški matematik, fizik, elektrotehnik († 1925)
- 22. junij - Ignace Goldziher, madžarski judovski orientalist in zgodovinar († 1921)
- 2. september - Woldemar Voigt, nemški fizik († 1919)
- 26. oktober - Janez Šubic mlajši, slovenski slikar († 1889)

## Smrti
- 27. marec - Wilhelm Wolff Beer, nemški poslovnež, ljubiteljski astronom (* 1797)
- 23. april - William Wordsworth, angleški pesnik (* 1770)
- 10. maj - Joseph Louis Gay-Lussac, francoski fizik, kemik (* 1778)
- 18. avgust - Honoré de Balzac, francoski pisatelj (* 1799)
- 30. november - Germain Henri Hess, švicarsko-ruski kemik, zdravnik (* 1802)
- 28. december - Heinrich Christian Schumacher, nemški astronom (* 1780)